# Rémy Di Gregorio
Rémy di Gregorio, född 31 juli 1985 i Marseille, är en fransk professionell tävlingscyklist. Han blev professionell med Française des Jeux som 19-åring och tävlade med stallet fram till och med 2010. 2011 cyklade Di Gregorio för Astana Team. Sedan 2012 tävlar han för Cofidis. 

## Karriär
Rémy Di Gregorio vann en etapp på Tour de l’Avenir 2006 före den irländska cyklisten Philippe Deignan. 
Som 15-åring hade Di Gregorio redan hunnit vinna både de franska nationalmästerskapen i mountainbike och på landsväg i juniorklassen. Han valde dock att satsa helhjärtat på landsväg när han var 17 år gammal. Samma år vann han det franska juniornationsmästerskapen i tempolopp.
Di Gregorio vann bergtävlingen på Dauphiné Libéré 2007. Han slutade också trea på etapp 5 under Katalonien runt efter ryssarna Denis Mensjov och Vladimir Karpets.
Di Gregorio cyklade sitt första Tour de France i juli 2007, tyvärr för den då 21-årige cyklisten bröt han armbågen under den fjärde etappen och slutade sju minuter och 58 sekunder efter etappens vinnaren Thor Hushovd. Han fortsätta inte tävlingen nästa dag. 
Under säsongen 2008 slutade fransmannen trea i bergstävlingen under Romandiet runt efter italienaren Francesco de Bonis och den nederländska cyklisten Stef Clement.
2009 slutade Di Gregorio trea på etapp 2 av Route du Sud bakom Przemyslaw Niemiec och Massimo Giunti.

## Meriter
2006
Etapp 8, Tour de l'Avenir
2007
Bergstävlingen, Dauphiné Libéré
3:a, etapp 5, Katalonien runt
2008
3:a, bergstävlingen, Romandiet runt
2009
2:a, etapp 2, Route du Sud

## Stall
- Française des Jeux 2005–2010
- Astana Team 2011
- Cofidis 2012–